# Hurrikan Gracie
Hurrikan Gracie war ein schwerer Hurrikan, der sich im September 1959 bildet und zum stärksten tropischen Wirbelsturm der atlantischen Hurrikansaison 1959 entwickelte. Gracie wurde zum intensivsten Hurrikan, der seit Hurrikan Hazel 1954 das Festland der Vereinigten Staaten traf. Das System wurde erstmals bemerkt, als sich östlich der Inseln über dem Winde eine Gewitterzone bildete, die nördlich an den Großen Antillen vorbeizog und sich am 22. September rasch zu einem Hurrikan intensivierte. Gracie war ein Sturm, dessen Entwicklung sehr schwer vorherzusagen war. Nach fünf Tagen des Umherirrens wurde Gracie zu einem schweren Hurrikan, traf South Carolina und schwächte sich ab, als sie über die Appalachen zog. Dort beendete Gracies Niederschlag eine Dürre. Ein Großteil der von Gracie verursachten Zerstörungen konzentrierte sich auf die Stadt Beaufort in South Carolina. Als Gracie über die Oststaaten zog, ging das System am 30. September in eine außertropische Zyklone über.

## Sturmverlauf

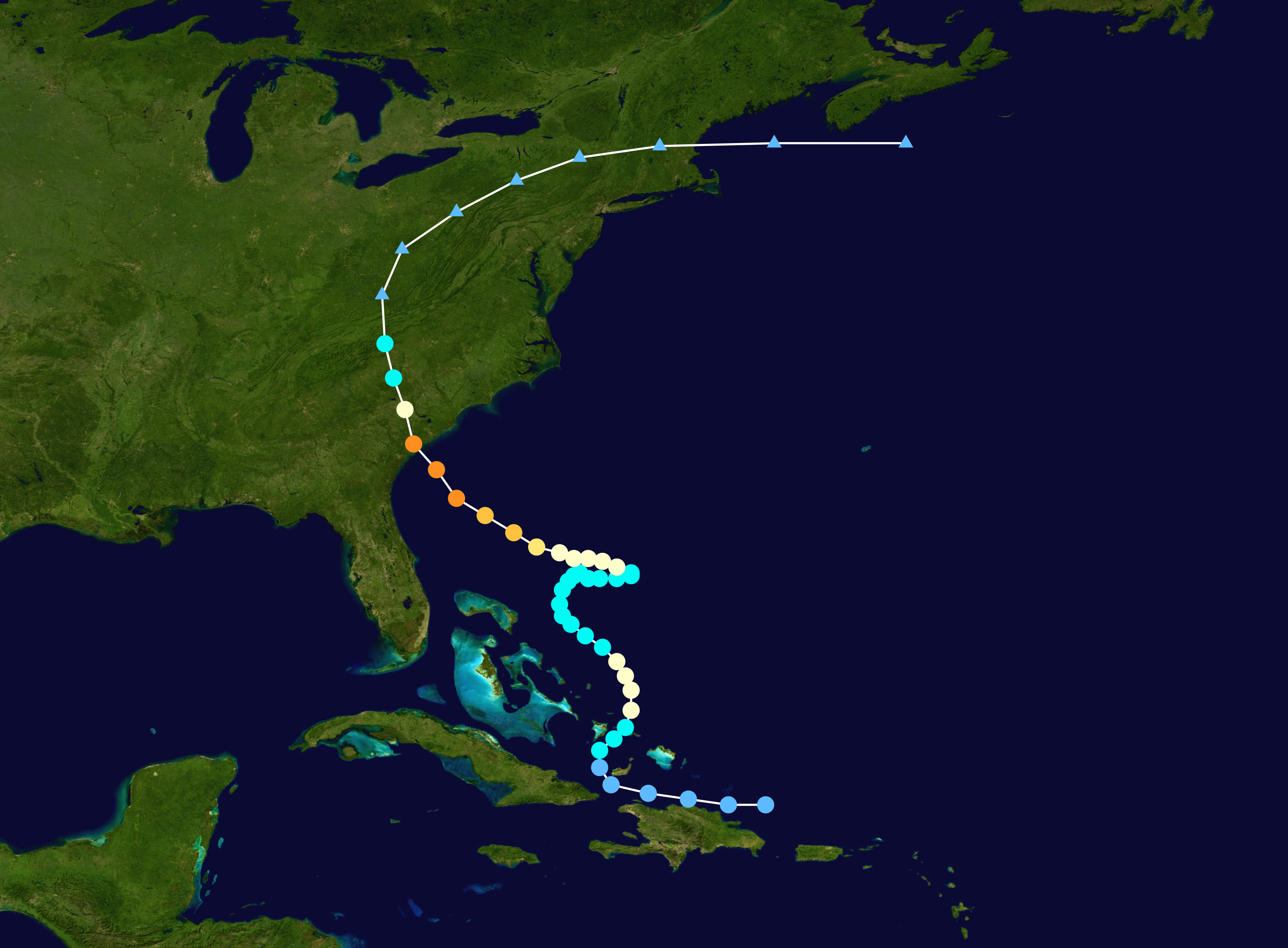
Zugbahn von Gracie

Ein Gebiet mit Gewittern wurde zuerst am 18. September einige hundert Kilometer östlich der Inseln unter dem Winde festgestellt. Das konvektive Gebiet organisierte sich in der Nähe von Hispaniola am 20. September in ein tropisches Tiefdruckgebiet. Nachdem es einen Tag lang in westnordwestlicher Richtung gezogen war, drehte es nach Nordosten ab, wo die Höhenwinde sehr günstig für die weitere Entwicklung und die Steuerungsströmungen schwach waren. Am 22. September erhielt das Tiefdruckgebiet den Namen Gracie, noch bevor es sich zu einem tropischen Sturm intensiviert hatte, Einige Stunden später erreicht Gracie Hurrikanstärke. Gracie schwenkte am 25. September nach Osten und zwei Tage später zurück in westliche bis westnordwestliche, als sich nördlich ein stabiler Antizyklon bildete.
Gracie intensivierte sich rasch und erreichte am 29. September die größte Intensität mit Windgeschwindigkeiten von 225 km/h. Kühle Luft und die Einwirkungen des nahen Festlands schwächten Gracie allerdings zu einem Kategorie-3-Hurrikan mit Windgeschwindigkeiten von 195 km/h ab, als der Sturm um 16:25 Uhr UTC über den Saint Helena Sound am südlichen Ende von Edisto Island in South Carolina hinwegzog. Nach dem Landfall zog Gracie nordwärts ins Landesinnere und wurde am 30. September außertropisch.

## Vorbereitungen
Am 28. September um 16:00 Uhr UTC wurde für die Ostküste der Vereinigten Staaten zwischen Savannah, Georgia und Wilmington, North Carolina eine Sturmwarnung erteilt, die drei Stunden später zu einer Hurrikanwarnung erweitert wurde. Die Gültigkeit der Sturmwarnung wurde auf das Gebiet zwischen Daytona Beach, Florida und Savannah sowie zwischen Wilmington und Morehead City erweitert. Südlich von Brunswick, Georgia wurden die Sturmwarnungen am 29. September um 12:00 Uhr UTC aufgehoben. Zehn Stunden später wurden die Sturmwarnungen nordwärts bis nach Cape May, New Jersey ausgeweitet, wobei Chesapeake Bay und Delaware Bay eingeschlossen wurden. Am 30. September um 4:00 Uhr UTC wurden alle Warnungen südlich von Cape Hatteras gestrichen, die Sturmwarnung blieben nur für die Küswte nördlich von Cape Hatteras in Kraft. Um 16:00 Uhr UTC wurden alle verbleibenden Sturmwarnungen zu Warnungen für kleine Wasserfahrzeuge abgestuft.

## Auswirkungen

### Georgia und South Carolina

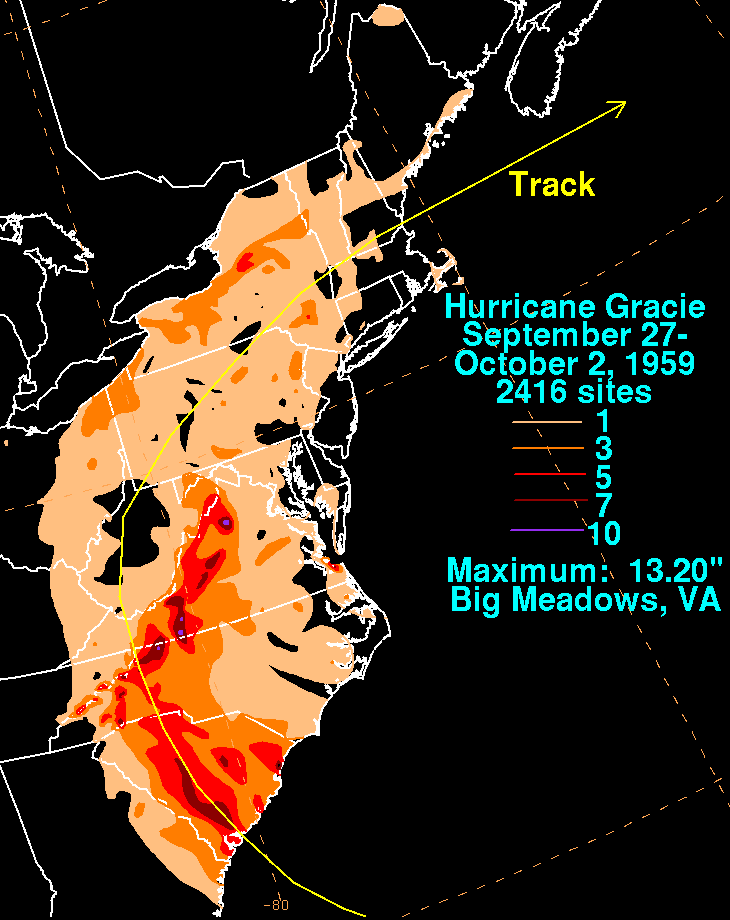
Regenmangen im Zusammenhang mit Gracie in den Vereinigten Staaten

Überschwemmungen infolge der Sturmflut waren gering, da der Landfall des Sturms mit der Ebbe zusammenfiel.  Trotzdem wurde in Charleston der höchsten Flutwasserstand seit 1940 verzeichnet. Entlang der Küste South Carolina erreichte die Sturmflut eine Höhe von 3,6 m über dem mittleren Niedrigwasserstand.  Die United States Coast Guard evakuierte mit dem Motorschiff Bramble am 30. September Personen, die in Savannah und Charleston abgeschnitten waren. Durch Gracie wurden in South Carolina und Georgia zehn Personen getötet, hauptsächlich durch Verkehrsunfälle, die Regen und Wind verursacht hatten siwue umstürzende Bäume und Stromschlag aufgrund von herunterhängenden Stromleitungen. Der Windschaden war in South Carolina deutlich, besonders in Beaufort. Gracie entwurzelte Bäume, riss Telegrafenmasten und Straßenlaternen sowie Stromleitungen herunter. Viele Fenster hielten dem Wind nicht stand und Dachziegel wurden von den Dächern geblasen. Eine Reihe von Wasserläufen trat durch starken Regenfälle über die Ufer, wodurch manche Gebiete mehrere Fuß hoch überschwemmt wurden. South Carolina wurde erst dreißig Jahre später durch einen schweren Hurrikan getroffen, nämlich durch Hurrikan Hugo im September 1989.

### Andere Gebiete in den Vereinigten Staaten
Heftiger Regen fiel ein gutes Stück vor dem Sturm entlang eines inversen Trogs, der sich nördlich des Sturmes erstreckte. Vom Vormittag des 28. September bis zum Vormittag des 29. Septembers wurden in Norfolk, Virginia 172 mm Niederschlag gemessen. Die höchste in Verbindung mit Gracie beobachtete Niederschlagsmenge wurde mit 335 mm aus Big Meadows gemeldet. Der Sturm löste insgesamt sieben Tornados aus. Einige davon, die den sich auflösenden Sturm durch Virginia begleiteten, töteten zwölf Personen bei Charlottesville, Virginia. Andere Tornados gingen in der Carolinastaaten und Pennsylvania nieder. Für den Großteil des durch die Auswirkungen Gracies betroffenen Gebietes war der Regen von Vorteil, da die Region vor der Ankunft des Wirbelsturms unter einer Dürre litt.

## Langfristige Auswirkungen
Edisto Beach in South Carolina wurde durch Gracie für immer verändert, was im Zusammenhang mit den Bemühungen steht, den Strand nach dem Durchzug des Hurrikans wiederherzustellen. Der größte Teil des heutigen von Muscheln übersäten Strandes wurde erst nach Gracie geschaffen. Um den durch Gracies Küstenerosion verkleinerten Strand wiederherzustellen, wurde ein Marschgebiet an Land ausgegraben und an die Küste verlegt. Dadurch entstanden zwar hochwertige und begehrte Grundstücke, die den Ausbau der Seeseite des Palmetto Boulevard bewirkten, gleichzeitig wurde jedoch eine Umweltkatastrophe am Meeresboden verursacht. Eine Assel-Art (Cyathura polita), die in Ästuaren gedeiht, verschwand aus der Mündung des Ashepoo River. Kermadec-Sturmvögel (Pterodroma neglecta) wurden während des Sturmes bis zum Lookout Mountain Sanctuary in Pennsylvania geweht. Bis dahin war die Vogelart in Nordamerika noch nicht als Irrgast beobachtet worden.

## Streichung des Namens
Es ist unklar, ob der Name Gracie von der Liste der Namen tropischer Wirbelstürme gestrichen wurde. Einige NOAA-Dokumente geben dies an, die offizielle Liste des National Hurricane Centers lässt den Namen Gracie bei den gestrichenen Sturmnamen dagegen unerwähnt. Allerdings wurde dieser Name seitdem nicht mehr verwendet.